# Montagnes Ouachita

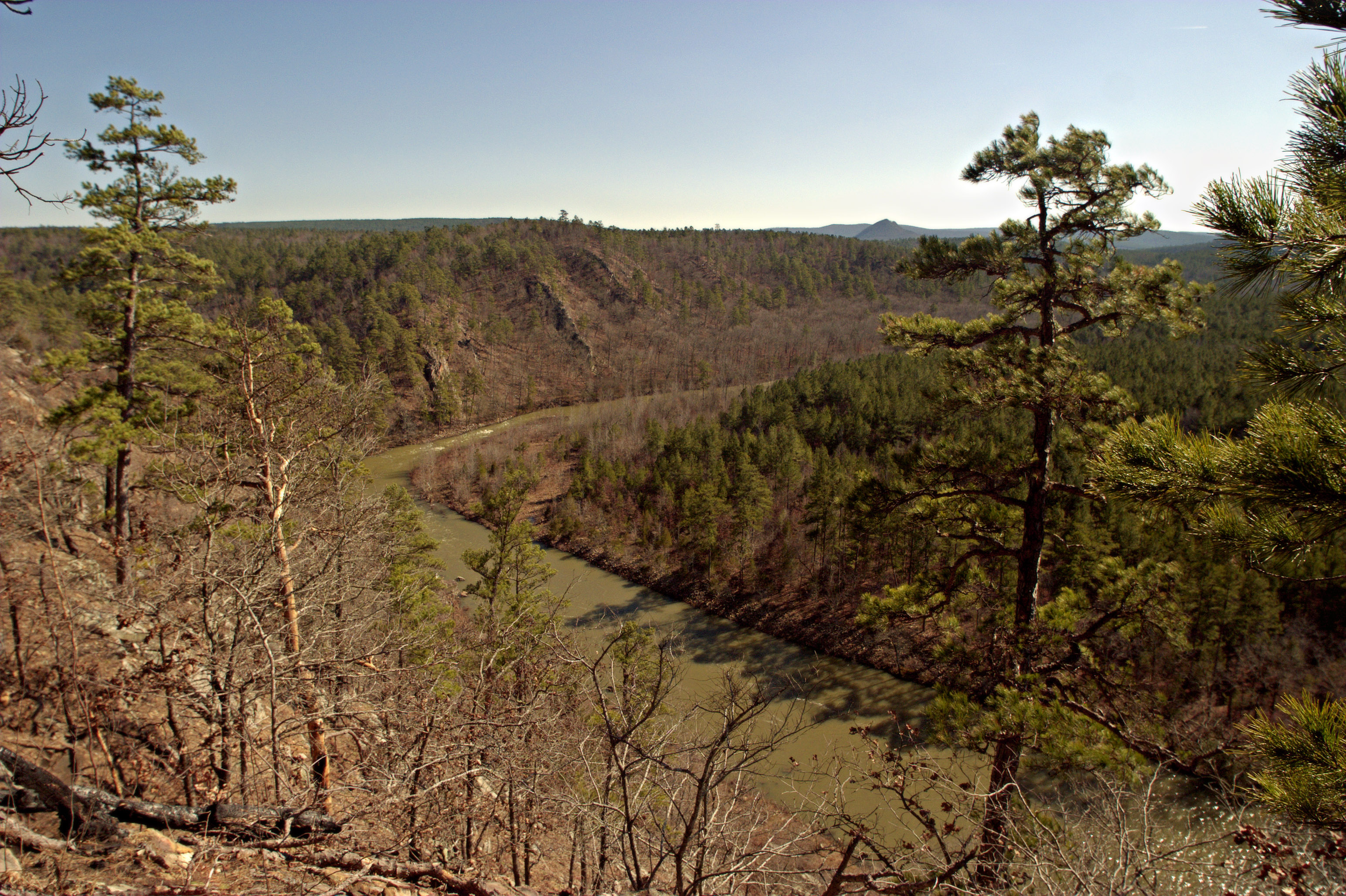
La rivière Fourche La Fave dans les montagnes Ouachita

Les montagnes Ouachita sont une petite chaîne de relief au centre-sud des États-Unis. Elles s’étendent sur quelque 320 km de longueur entre le centre de l'Arkansas et le sud-est de l'Oklahoma. Le principal sommet est le mont Magazine (839 m) dans l’Oklahoma.
Les montagnes Ouachita sont un massif de type hercynien aux sommets érodés et aux altitudes modérées. Ainsi les monts Sans Bois (Sans Bois Mountains), qui s'élèvent au sein des montagnes Ouachita, culminent à 549 mètres d'altitude.
Les montagnes Ouachita constituent avec les monts Ozark les U.S. Interior Highlands, c’est-à-dire la seule région montagneuse des États-Unis entre les Appalaches et les montagnes Rocheuses,.
Les montagnes sont couvertes de forêts tempérées d'arbres à feuilles caduques. Les principaux lieux touristiques sont le Hot Springs National Park et la forêt nationale d'Ouachita.

## Géologie
Au Permien, il y a environ 280 millions d’années, les montagnes Ouachita étaient bordées par des mers intérieures à l’ouest au fond desquelles se sont déposés des micro-organismes, des minéraux et des sédiments issus de l’érosion.